# Bommes
Bommes é uma comuna francesa na região administrativa da Nova Aquitânia, no departamento da Gironda. Estende-se por uma área de 5,79 km². Em 2010 a comuna tinha 527 habitantes (densidade: 91 hab./km²).